# نيشان القديس ميسروب ماشدوتس
وسام القديس ميسروب ماشتوتس ( (بالأرمنية: Սուրբ Մեսրոպ Մաշտոցի շքանշան)‏ ) تُمنح لإنجازات مهمة في التنمية الاقتصادية لأرمينيا ، والعلوم الطبيعية والاجتماعية ، والاختراعات ، والثقافة ، والتعليم ، والرعاية الصحية ، والخدمة العامة ،
وكذلك للأنشطة التي تعزز التعاون العلمي والتكنولوجي والاقتصادي والثقافي مع الدول الأجنبية. دخل قانون أمر القديس ميسروب ماشتوتس حيز التنفيذ منذ 26 يوليو / تموز 1993. سميت باسم Mesrop Mashtots .

## الجوائز الممنوحة
- الكسندر أروتيونيان
- إدوارد ميرزويان
- سفيتلانا نافاسارديان
- سيلفا كابوتيكيان
- ليفون أرونيان
- زوري بالايان
- كريس بوجاليان
- ارام شوبانيان
- جريجور جورزاديان [2]
- روبرت هادسيان
- ريتشارد هوفانيسيان
- آلان جوبيه
- سامفيل كارابتيان
- سيرفارت كارامانوك
- يوري خاتشاتوروف
- ديكران كويمجيان
- سيرجي لافروف
- آرثر ميشيان
- فلاديمير موفسيسيان
- أرشاك بتروسيان
- روبينا بيروميان
- فارتان سيرماك
- فاهي فاهيان
- آلا بوجاتشيفا
- ريتا فوربيريان
- بول جيراجوسيان
- أليكسي ميلر
- يوري أوجانيسيان [3]